# Бёрли, Ричард
Ричард Бёрли или Ричард Барли (англ. Richard Burley; умер 23 марта 1387) — английский рыцарь, кавалер ордена Подвязки. Принадлежал к незнатному роду, был сыном сэра Джона Бёрли, владевшего землями в Херефордшире, и Элис Пембридж, племянником Саймона Бёрли — фаворита короля Ричарда II. Участвовал в боевых действиях на континенте: сражался в Гаскони в 1373 году под началом Джона Гонта, герцога Ланкастерского. В 1382 году был принят в орден Подвязки. 
В 1384 или 1385 году Бёрли женился на Беатрисе Стаффорд, дочери Ральфа Стаффорда, 1-го графа Стаффорда, и Маргарет Одли, 2-й баронессы Одли в своём праве (suo jure), вдове Мориса Фицджеральда, 2-го графа Десмонда, и Томаса де Роса, 4-го барона де Роса.